# Ioan Asan I
Ioan Asan I (în bulgară Иван Асен I) sau Asan a condus Țaratul Vlaho-Bulgar între 1189 și 1196. Anul nașterii sale nu este cunoscut. De la numele său provine denumirea întregii dinastii a Asanizilor/Asăneștilor.

## Viața
În anul 1185, frații Petru (inițial numit Teodor) și Asan (Ioan Asan I) s-au prezentat în fața împăratului bizantin Isaac al II-lea Angelos la Kypsela pentru a solicita pronoia. Cererea lor a fost respinsă de către bizantini, iar când Asan a cerut explicații, a fost pălmuit de către reprezentanții puterii bizantine. Iritați de acest deznodământ, cei doi frați s-au întors acasă și, profitând de nemulțumirea față de grelele taxe impuse de împăratul Isaac (motivul acestora îl constituia finanțarea războaielor sale împotriva regelui Wilhelm al II-lea al Siciliei și a căsătoriei sale preconizate cu prințesa Margareta de Ungaria), au pus la cale o revoltă antibizantină la sfârșitul anului.

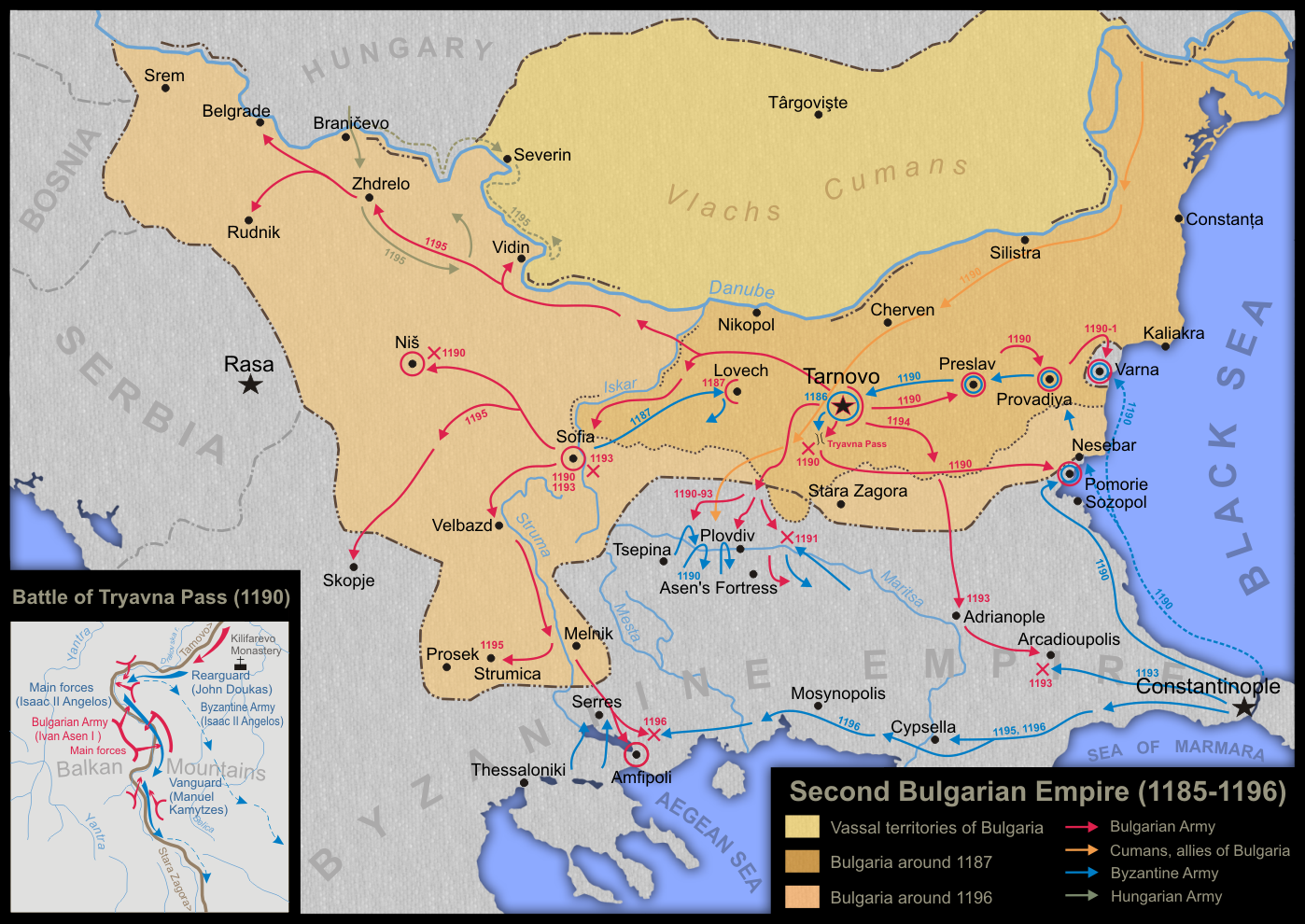
Al Doilea Țarat Bulgar de la 1185 la 1196 sub conducerea lui Petru și Asan.

Cu toate că Asan a fost cel care a jucat un rol mai activ în operațiunile împotriva Bizanțului, fratele său mai mare, Teodor a fost proclamat împărat al bulgarilor și vlahilor sub numele de Petru (al IV-lea?). Un asalt imperial asupra vechii capitale bulgare Preslav a eșuat, după care centrul răsculaților, Târnovo, a devenit capitala noului stat creat. Pe parcursul anului 1186, răsculații bulgari și vlahi au preluat controlul asupra celei mai mari părți din provincia Moesia și au efectuat repetate raiduri peste Munții Balcani, invadând Tracia.
În vara lui 1186, Isaac al II-lea a lansat un marș cu o puternică armată împotriva răsculaților și a reușit să pătrundă în Moesia. În vreme ce Petru s-a arătat dornic să negocieze cu împăratul de la Constantinopol, Ioan Asan a fugit la nord de Dunăre și a izbutit să adune o puternică forță de cumani, în fruntea cărora a revenit alături de fratele său. Împăratul Isaac deja pornise pe drumul de întoarcere către Constantinopol, mulțumindu-se cu promisiunile de supunere venite din partea lui Petru. Însă, cu noua sa armată, Asan a trecut la jefuirea din nou a Traciei, reușind să evite cu grijă confruntările directe cu trupele bizantine, superioare numeric.

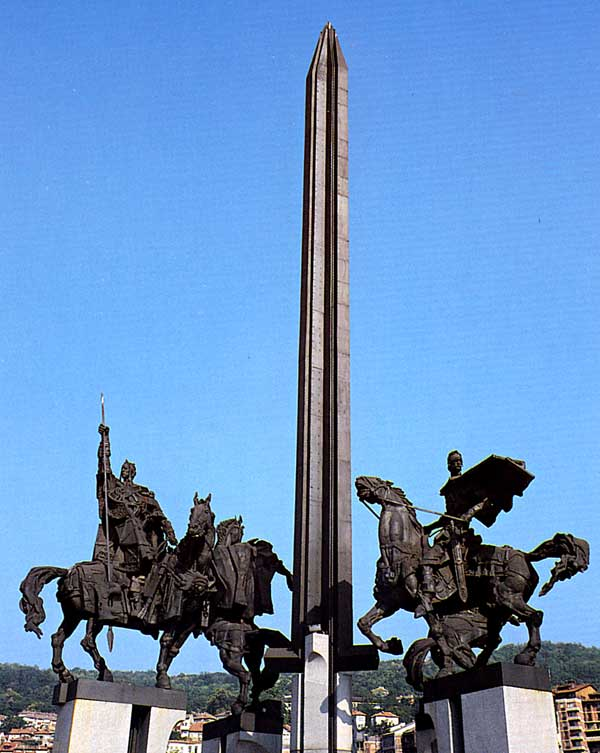
Monumentul Asanizilor, Veliko Tarnovo, 1987.

O nouă expediție întreprinsă de Isaac al II-lea a făcut ca trupele bizantine să avanseze până la Sredec (Sofia) în 1186, dar ea nu s-a soldat cu readucerea sub ascultarea Imperiului a teritoriilor noului stat bulgaro-vlah. Împăratul de la Constantinopol a atacat din nou în 1187, de această dată amenințând direct Târnovo și asediind Loveci vreme de trei luni de zile, însă fără succes. Pe parcursul asediului, bizantinii au capturat-o pe soția lui Asan, care a fost ulterior răscumpărată, în schimbul predării fratelui mai tânăr al lui Petru și Asan, Ioniță Caloian, la încheierea armistițiului. Însă niciuna dintre cele două părți nu intenționa să mențină pacea. Atunci când participanții la Cruciada a treia, conduși de împăratul occidental Frederic I Barbarossa avansau către Constantinopol, reprezentanții lui Petru și Asan le-au oferit sprijin militar împotriva lui Isaac al II-lea, la Niș și apoi și la Adrianopol.
După rezolvarea problemelor din timpul Cruciadei a treia, împăratul constantinopolitan s-a decis să tranșeze definitiv problema bulgarilor și vlahilor. Basileul a prognozat o campanie pe scară largă și a ajuns cu trupele până la Târnovo, pe care l-a supus unui asediu prelungit. Între timp, Petru îl încoronase pe Asan drept co-împărat în 1189 și, fără să abdice, se retrăsese la Preslav. Rămas la Târnovo, Ioan Asan I a reușit să îl atragă pe împăratul bizantin în cursă, prin răspândirea de zvonuri privitoare la sosirea unui număr ridicat de forțe ale cumanilor în ajutorul capitalei asediate. Armata bizantină s-a retras și, pe drumul de întoarcere, a fost atrasă într-o ambuscadă într-unul din pasurile din Balcani (bătălia de la Tryavna), basileul reușind cu greutate să scape cu viață în 1190.
Din acel moment, inițiativa a trecut definitiv de partea bulgarilor și vlahilor, care au capturat fără prea mare greutate regiunile din jurul Sofiei și Nișului în 1191, Belgradul în 1195, Melnik și Prosek în 1196, în vreme ce incursiunile lor repetate spre sud ajungeau până la Serres. Întorcându-se din unul dintre asemenea raiduri devastatoare, Ioan Asan I a fost ucis de către Ivanko, unul dintre comandanții săi, pe care îl pedepsise anterior pentru a fi avut o aventură cu sora soției lui Asan. Asasinul a încercat să preia controlul asupra Tărnovo și să negocieze cu bizantinii, însă nereușind, a găsit scăpare la Constantinopol.
După asasinarea lui Ioan Asan I, tronul a fost preluat de fratele său, Petru, pentru un an de zile.

## Familia
Ioan Asan I s-a căsătorit prima dată cu o oarecare Maria, înmormântată la Cherven, iar apoi cu Elena (numele religios: Evghenia), despre ai cărei antecesori nu se cunoaște nimic. De pe urma acestei a doua căsătorii, Ioan Asan I a avut cel puțin doi fii:
1. Ioan Asan al II-lea, viitor țar între 1218 și 1241
2. Alexandru (Aleksandăr), sebastokrator, care a murit după 1232 și a fost tatăl lui Căliman al II-lea, țar din 1256

Urmașii lui Ioan Asan I au dat nume importante în politica Balcanilor și a Europei de Est:
- Constantin al XI-lea Paleologul (ultimul împărat bizantin) era descendent, prin tatăl său Manuel al II-lea, din Ioan Asan I
- un alt urmaș al lui Ioan Asan, Tomas Palaiologos, a avut o fiică pe nume Sofia Palaiologhina, care s-a căsătorit cu țarul Rusiei Ivan al III-lea, căsătoria lor fiind aranjată de însuși Papa Paul al II-lea; Sofia va deveni bunica lui Ivan cel Groaznic
- Mara Branković, mama vitregă a sultanului Mehmet al II-lea, era și ea descendentă a lui Ioan Asan I, prin străbunicul ei, țarul sârb Ioan Uroș